# Arytamas de Sparte
Arytamas de Sparte (grec ancien : Ἀρυτάμας Λάκων) est un vainqueur olympique originaire de la cité de Sparte.
Il est considéré comme vainqueur du stadion d'une longueur d'un stade (environ 192 m) lors des 36e Jeux olympiques, en 636 av. J.-C. Cela pose un problème car la liste d'Eusèbe de Césarée, qui se base sur celle de Julius Africanus, donne Phrynon d'Athènes pour vainqueur du stadion cette année.
La source contradictoire est Hyppion (ou Hippias) de Rhêgion, un historien dont l'œuvre est fragmentaire, cité à partir de la Collection d'Histoires Curieuses du Pseudo-Antigone de Caryste,. Les philologues établissent plusieurs hypothèses sur le résultat divergent donné par Hyppion : une erreur de lecture du tableau des résultats (Arytamas serait en fait le vainqueur du Diaulos ou Phrynon serait le vainqueur du pancrace) ; la consultation d'une liste antérieure à celle d'Eusèbe ou une interpolation.

## Sources
- (en) Paul Christesen, Olympic Victor Lists and Ancient Greek History, New York, Cambridge University Press, 2007, 580 p. (ISBN 978-0-521-86634-7, BNF 41039678).
- Eusèbe de Césarée, Chronique, Livre I, 70-82. Lire en ligne.
- (en) David Matz, Greek and Roman Sport : A Dictionnary of Athletes and Events from the Eighth Century B. C. to the Third Century A. D., Jefferson et Londres, McFarland & Company, 1991, 169 p. (ISBN 978-0-89950-558-9, BNF 36677487)
- (it) Luigi Moretti, « Olympionikai, i vincitori negli antichi agoni olimpici », Atti della Accademia Nazionale dei Lincei, vol. VIII,‎ 1959, p. 55-199.